# Fawfieldhead
Fawfieldhead är en civil parish i Storbritannien.   Den ligger i grevskapet Staffordshire och riksdelen England, i den södra delen av landet, 220 km nordväst om huvudstaden London. Antalet invånare är 269. Arean är 18,7 kvadratkilometer.
Terrängen i Fawfieldhead är lite kuperad.